# 2+2 (TV-kanal)
2+2 är en tv-station i Ukraina.
2+2 ägs av mediegruppen 1+1 Media, som tillhör Ihor Kolomojskyj, en av Ukrainas rikaste personer.
Okodade direktsända fotbollsmatcher från den ukrainska ligan visas på 2+2.